# Cantua pyrifolia
Cantua pyrifolia es una especie de planta con flores de la familia Polemoniaceae del orden Ericales, endémica del Perú; crece en condiciones moderadamente áridas y se puede encontrar en colecciones de plantas de clima mediterráneo.

## Descripción
Es un árbol de 5 a 20 m. Sus hojas son simples, alternas, dispuestas en espiral, el pecíolo de 1 a 2 cm, ápice y base agudos, láminas lanceoladas de 6 a 8 cm de largo y de 2 a 3 cm de ancho; borde aserrado, coráceas, glabras. Flores erectas, cáliz de color verdoso de 0,8 a 1 cm y corola de color amarillo-verdoso de 2,5 a 3 cm, estambres y pistilos exertos de 3-4 cm. Sus frutos son cápsulas loculicidas.

## Distribución y hábitat
Esta planta crece en Perú, Ecuador y Bolivia. Su hábitat son los bosques de neblina.

## Taxonomía
Cantua pyrifolia fue descrito por Antoine Laurent de Jussieu.

### Sinonimia
- Cantua loxensis Willd[3]
- Cantua ochroleuca Brand[3]
- Cantua peruviana J.F. Gmel.[3]
- Periphragmos corymbosa Ruiz ex Brand[2]

## Nombres comunes
- Cantuta, saucecillo[1]